# Chér (альбом, 1966)
«Chér» — третій студійний альбом американської співачки і акторки Шер, що вийшов 5 вересня 1966 року на лейблі «Imperial Records». При його створенні Шер співпрацювала з Сонні Боно, Гарольдом Баттістом і Стеном Россом. Альбом складається з кавер-версій і містить одну пісню, написану Сонні Боно. «Chér» мав комерційний успіх, він досяг 59 позиції в чарті «Billboard».

## Про альбом
«Chér» вийшов в 1966 році, його спродюсував Сонні Боно і він вийшов на дочірньому лейблі «Liberty Records», «Imperial Records». Альбом знову записали за тією ж формулою, що і два попередні альбоми Шер, вони містили багато кавер-версій і пісень, написаних для неї Сонні Боно. У платівці був присутній великий вплив французької музики та фолк-напрямку. Єдиним хітом з альбому в Європі стала пісня «Alfie», яка була кавер-версією пісні Берта Бахарака, що стала саундтреком однойменного фільму з Майклом Кейном в головній ролі. Хоча версія пісні у виконанні Шер увійшла до фільму, вона була невдалою у порівнянні з версією у виконанні Діонн Ворвік, яка тепер вважається еталонною. В грудні 2005 року «Chér» разом з альбомом «With Love, Chér» був перевиданий на CD.

## Сингли
Попри невисокий попит на музичному ринку, альбом дав три сингли. Перший — балада «Alfie» був записаний для однойменного фільму 1966 року. Пісня вийшла в липні, майже за два місяці до американської прем'єри фільму, її спродюсував Сонні Боно і попри те, що вона вийшла після хіта «номер два» в США «Bang Bang (My Baby Shot Me Down)», не піднялася вище 32 позиції в чарті «Billboard Hot 100», в Канаді вона посіла 26 позицію. Попри відносно невеликий успіх версії пісні 1966 року, Шер вирішила знову записати пісню в 2004 році для ремейка фільму «Елфі». Нова версія Шер була прийнята зі сміхом, внаслідок чого пісня була виключена з саундтрека до фільму. Після невдалої спроби Нори Джонс записати пісню для фільму, продюсери обрали версію Джосс Стоун. «I Feel Something in The Air» — стала другим синглом альбому, її написав Сонні Боно. Сингл мав слабкий успіх, потрапивши лише до чарту Великої Британії, де посів 43 позицію. Можливо, причиною провалу стала спірна тема пісні — небажана вагітність. Пісня також була перейменована для деяких релізів, наприклад, таких як «Magic In The Air». Заключним синглом стала пісня «Sunny», кавер-версія хіта Боббі Хебба. Пісня досягла 32 позиції в британському чарті і стала успішною в Європі, потрапивши у десятку найкращих європейських хітів, хоча і не з таким успіхом як два попередні релізи співачки, і у «топ-5» в чартах трьох країн. Для синглового релізу розглядалася також пісня «Will You Love Me Tomorrow», але вона ніколи офіційно не випускалася.
1966 року Шер записала також три інші пісні: «She's No Better Than Me», що увійшла до «Б»-сторони синглу «Alfie», «Ma Piano (Per Non Svegliarmi)» і «Nel Mio Cielo Ci Sei Tu», італомовну версію пісні «I Feel Something in the Air», що увійшла до «Б»-сторони синглу «Ma Piano (Per Non Svegliarmi)».

## Список композицій
| Перша сторона | Перша сторона                                    | Перша сторона                         | Перша сторона |
| #             | Назва                                            | Автор                                 | Тривалість    |
| ------------- | ------------------------------------------------ | ------------------------------------- | ------------- |
| 1.            | «Sunny»                                          | Боббі Хебб                            | 3:06          |
| 2.            | «Twelfth of Never»                               | Джеррі Лівінгстон Пол Френсіс Вебстер | 2:14          |
| 3.            | «You Don't Have to Say You Love Me»              | Піно Донаджо Віто Паллавічіні         | 2:45          |
| 4.            | «I Feel Something in the Air (Magic in the Air)» | Сонні Боно                            | 3:38          |
| 5.            | «Will You Love Me Tomorrow»                      | Джеррі Гоффін Керол Кінг              | 2:55          |
| 6.            | «Until It's Time for You to Go»                  | Баффі Сент-Марі                       | 2:45          |

| Друга сторона | Друга сторона    | Друга сторона             | Друга сторона |
| #             | Назва            | Автор                     | Тривалість    |
| ------------- | ---------------- | ------------------------- | ------------- |
| 1.            | «Cruel War»      | Пол Стукі Пітер Ярров     | 3:40          |
| 2.            | «Catch the Wind» | Донован                   | 2:13          |
| 3.            | «The Pied Piper» | Стів Дубофф Арті Корнфілд | 2:24          |
| 4.            | «Homeward Bound» | Пол Саймон                | 2:24          |
| 5.            | «I Want You»     | Боб Ділан                 | 2:53          |
| 6.            | «Alfie»          | Берт Бахарак Хел Девід    | 2:48          |

## Учасники запису
- Шер — головний вокал
- Сонні Боно — продюсер
- Керол Кайє, Дон Пік, Др. Джон — гітари
- Девід Коен, Майк Пост — 12-струнна гітара
- Лайл Рітц — електро-бас-гітара
- Кліфф Хіллс — вертикальний бас
- Гебріел Меклер — піаніно
- Майкл Рубіні — клавесин
- Френк Кепп — ударні
- Джин Естес, Джим Гордон, Джангл Джено — перкусія
- Джордж Пул — скрипка, флейта
- Гарольд Баттіст — аранжування, диригування

Технічний персонал
- Стен Росс — звукоінженер
- Віду Вудворд — артдиректор

## Чарти
| Чарт (1966)   | Позиція |
| ------------- | ------- |
| Billboard 200 | 59      |